# Parafia Przenajświętszego Sakramentu w Płocku
Parafia Przenajświętszego Sakramentu w Płocku – mariawicka parafia diecezji warszawsko-płockiej, Kościoła Starokatolickiego Mariawitów w RP.
Siedziba parafii oraz katedra znajduje się w Płocku, przy ul. Kazimierza Wielkiego 27, w województwie mazowieckim. Proboszczem parafii jest biskup Jarosław Maria Jan Opala, zwierzchnik Kościoła. W Płocku znajduje się również cmentarz parafialny. Do parafii należą mieszkańcy Płocka oraz z najbliższych miejscowości, a także mariawici żyjący w diasporze w oddaleniu od innych ośrodków. Przy parafii działa także międzyszkolny punkt katechetyczny. 

## Historia parafii
Historia mariawityzmu w Płocku ściśle związana jest z osobą bł. Marii Franciszki Kozłowskiej, która w 1901 zakupiła posesję wraz z parterowym domem przy ul. Kazimierza Wielkiego 27 (wtedy ul. Dobrzyńska). Od 1902 w budynku znajdował się klasztor sióstr pod nazwą pracowni robót kościelnych. We wrześniu 1906 na sąsiedniej, wydzierżawionej posesji, w głównym domu urządzono kaplicę mieszczącą 300 osób. 4 października 1906 w uroczystość św. Franciszka dokonano jej poświęcenia i odprawiono pierwsze publiczne nabożeństwo. 25 grudnia 1907 w kaplicy sióstr mariawitek w Płocku, odprawiono pierwszą Mszę św. w języku polskim na ziemiach polskich (wcześniej używano wyłącznie języka łacińskiego).
Od samego początku w Płocku mieszkało niewielu mariawitów, skuteczne prześladowania zatrzymały ich liczebność na 300–400 duszach. Mariawici myśleli jednak nieustannie o budowie dużego kościoła parafialnego. 27 maja 1911 odbyło się poświęcenie fundamentów pod budowę obszernego kościoła i klasztoru, znanego jako Świątynia Miłosierdzia i Miłości w Płocku. Budowę ukończono latem 1914 i od tej pory tam odbywa się życie religijne płockich mariawitów. Współcześnie parafia płocka jest najważniejszą parafią Kościoła Starokatolickiego Mariawitów, chociaż jest ona jedną z najmniej licznych. Praktykuję się, aby każdorazowo biskup naczelny Kościoła był jednocześnie proboszczem tej parafii.

### Proboszczowie parafii
- 1906–1953 – bp Roman Maria Jakub Próchniewski
- 1953–1957 – bp Wacław Maria Bartłomiej Przysiecki
- 1957–1965 – bp Jan Maria Michał Sitek
- 1965–1972 – bp Wacław Maria Innocenty Gołębiowski
- 1972–1997 – bp Stanisław Maria Tymoteusz Kowalski
- 1997–2007 – bp Zdzisław Maria Włodzimierz Jaworski
- 2007–2015 – bp Michał Maria Ludwik Jabłoński
- 2015–2023 – bp Marek Maria Karol Babi
- od 2023 – bp Jarosław Maria Jan Opala

## Nabożeństwa
- Nabożeństwa niedzielne o godz. 12:00.
- Adoracja tygodniowa – w każdy czwartek o godz. 18:00.
- Adoracja miesięczna – 27 dnia każdego miesiąca, zgodnie z ogłoszeniem[1].

W okresie zimowym nabożeństwa odbywają się w kaplicy przyklasztornej.